# Shock Therapy
Shock Therapy ist eine Band aus Detroit (Michigan), die Anfang der 1980er Jahre durch Gregory John McCormick („Itchy“, 30. Mai 1964 – 5. November 2008) und Eric Keith Jackson gegründet wurde.

## Geschichte
Bisher wurden 17 Alben veröffentlicht und Gregory Itchy McCormick war bis zu seinem Tode das einzige dauerhaft vertretene Bandmitglied. Das bekannteste Album ist Hate is a 4-Letter Word mit dem gleichnamigen Titelsong, das 1985 nur als Shock Therapy bei Fundamental Records als Vinyl veröffentlicht wurde und insgesamt 7 Lieder enthielt. 1991 wurde dieses Mini-Album bei Dossier Records in Berlin unter dem Titel Hate Is a 4-Letter Word neu veröffentlicht und enthielt neben der ursprünglichen Titelliste noch acht weitere Stücke.
Durch Itchys Inhaftierung wegen Brandstiftung im Jahre 2000 ruhten sämtliche Bandaktivitäten. Anfang Juni 2007 wurde er aus der Haft entlassen. Eine Neuformation der Band war bereits erfolgt, eine neue Veröffentlichung geplant. Das Album trägt den Titel The Moon & The Sun; es enthält neben einigen Live-Tracks und Cover-Versionen verschiedener Bands wie zum Beispiel Devo auch unveröffentlichte Stücke aus dem Zeitraum 1993 bis 1996.
Am 11. November 2008 wurde auf der Webseite von Shock Therapy offiziell bekanntgegeben, dass Gregory „Itchy“ Mc Cormick am 5. November 2008 im Alter von 44 Jahren verstorben ist. Eine Woche später wurde The Moon & The Sun veröffentlicht.
Im Sommer 2016 entschlossen sich einige Mitglieder, Shock Therapy als „Tribute-Band“ wieder aufleben zu lassen. Seitdem arbeitete man intensiv an einer kleinen Tour, welche im Sommer 2018 innerhalb von Deutschland und Österreich stattfand.
Am 26. Dezember 2022 verstarb der Schlagzeuger Clifford T. Hill.

## Diskografie
- 1985: Shock Therapy
- 1987: My Unshakeable Belief
- 1989: Touch Me and Die
- 1990: Cancer (Re-Release 1995)
- 1991: The Great Confuser
- 1991: Hate Is a 4-Letter Word (Re-Release 1995)
- 1992: Just Let Go: The Dark Years 1986 - 1990
- 1992: Adventures in Good Music
- 1993: The Many Faces of Hate
- 1994: Heaven and Earth
- 1994: Santas Little Helper: Rarities, Oddities & Festive Disease
- 1996: I Can’t Let Go
- 1996: God
- 1997: No Fear of Death
- 1999: The Past Life: Out-Takes and Lost Memories
- 2008: The Moon & The Sun
- 2013: Live from Hell
- 2017: Theatre of Shock Therapy (Best-Of Doppel-CD)
- 2020: Back from Hell